# Gymnosporia

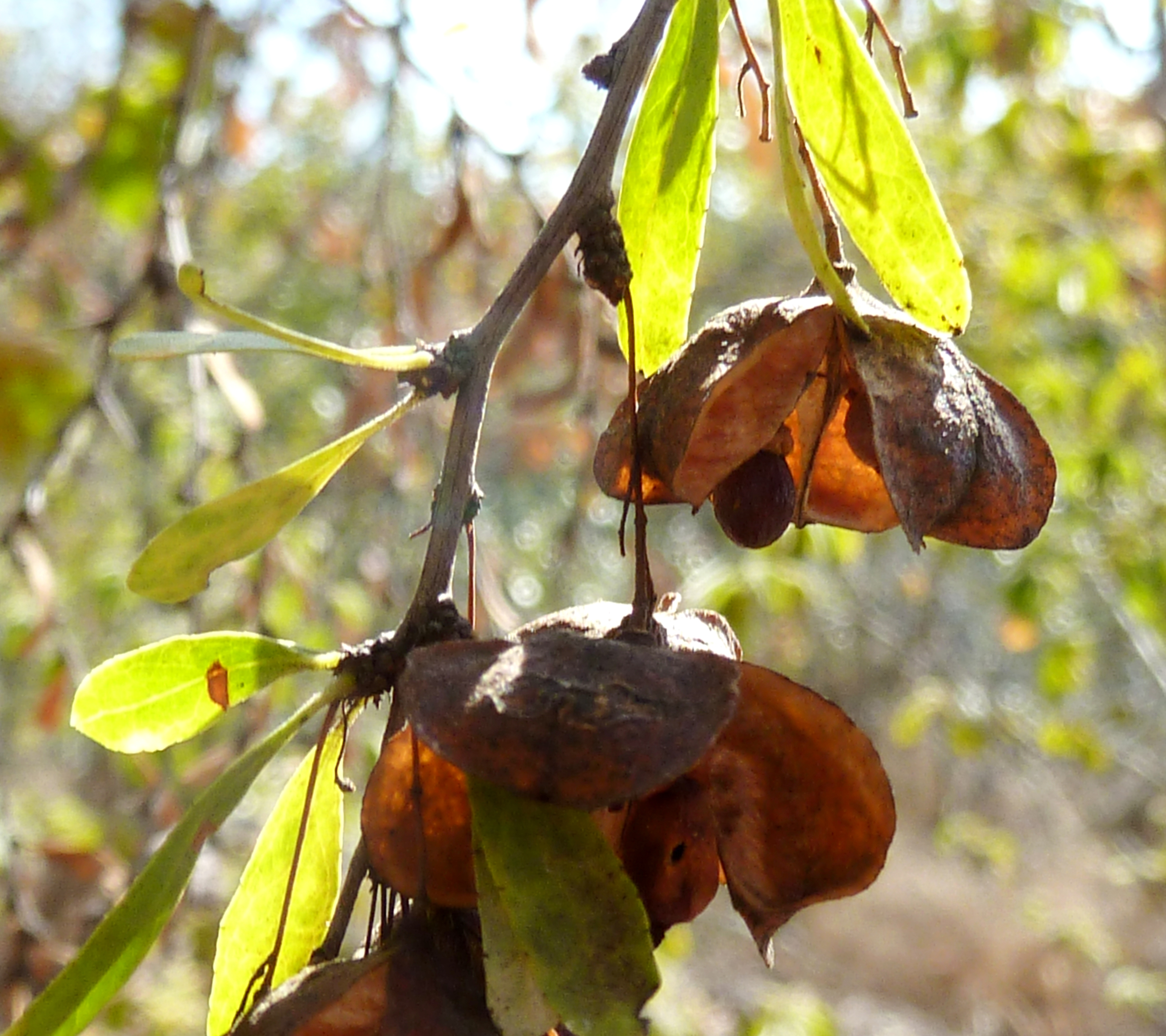
Trái và lá héo của G. tenuispina

Gymnosporia là một chi thực vật Cực Thế giới, gồm những loài cây bụi-bụi thấp và cây gỗ. Nó từng được cho là đồng nghĩa với Maytenus.

## Phân bố
Chi này có mặt khắp châu Phi lục địa, Madagascar, nam Tây Ban Nha, Trung Đông, Afghanistan, Pakistan, Ấn Độ, Sri Lanka, Thái Lan, Việt Nam, nam Trung Quốc, Đài Loan, quần đảo Lưu Cầu, Malesia, và Queensland, Úc.

## Loài
Chi này gồm chừng 114 loài:
- Gymnosporia acuminata Hook.f. ex M.A.Lawson
- Gymnosporia addat Loes.
- Gymnosporia alaternifolia (Tul.) Loes.
- Gymnosporia annobonensis Loes. & Mildbr.
- Gymnosporia arbutifolia (Hochst. ex A.Rich.) Loes.
- Gymnosporia arenicola Jordaan
- Gymnosporia austroyunnanensis (S.J.Pei & Y.H.Li) M.P.Simmons
- Gymnosporia bachmannii Loes.
- Gymnosporia bailadillana V.Naray. & Mooney
- Gymnosporia baumii Loes.
- Gymnosporia benguelensis Loes.
- Gymnosporia beniensis Robyns & Lawalrée
- Gymnosporia berberoides W.W.Sm.
- Gymnosporia bonii Pit.
- Gymnosporia brevipetala Loes.
- Gymnosporia buchananii Loes.
- Gymnosporia buxifolia (L.) Szyszyl.
- Gymnosporia buxifolioides Loes.
- Gymnosporia capitata (E.Mey. ex Sond.) Loes.
- Gymnosporia cassinoides (L'Hér.) Masf.
- Gymnosporia chevalieri Tardieu
- Gymnosporia commiphoroides H.Perrier
- Gymnosporia confertiflora (J.Y.Luo & X.X.Chen) M.P.Simmons
- Gymnosporia cortii Pic.Serm.
- Gymnosporia crataegina Baker
- Gymnosporia crenata (G.Forst.) Seem.
- Gymnosporia cryptopetala Reyes-Bet. & A.Santos
- Gymnosporia devenishii Jordaan
- Gymnosporia dhofarensis (Sebsebe) Jordaan
- Gymnosporia divaricata Baker
- Gymnosporia diversifolia Maxim.
- Gymnosporia dongfangensis (F.W.Xing & X.S.Qin) M.P.Simmons
- Gymnosporia drummondii (N.Robson & Sebsebe) Jordaan
- Gymnosporia elliptica (Thunb.) Schönland
- Gymnosporia emarginata (Willd.) Thwaites
- Gymnosporia engleriana Loes.
- Gymnosporia esquirolii (H.Lév.) H.Lév.
- Gymnosporia falconeri M.A.Lawson
- Gymnosporia forsskaoliana (Sebsebe) Jordaan
- Gymnosporia fruticosa (Thwaites) Thwaites
- Gymnosporia gariepensis Jordaan
- Gymnosporia glaucophylla Jordaan
- Gymnosporia gracilipes (Welw. ex Oliv.) Loes.
- Gymnosporia gracilis Loes.
- Gymnosporia grandifolia (Davison) Jordaan
- Gymnosporia grossulariae (Tul.) Loes.
- Gymnosporia guangxiensis (C.Y.Cheng & W.L.Sha) M.P.Simmons
- Gymnosporia gurueensis (N.Robson) Jordaan
- Gymnosporia hainanensis Merr. & Chun
- Gymnosporia harenensis (Sebsebe) Jordaan
- Gymnosporia harlandii Hance
- Gymnosporia harveyana Loes.
- Gymnosporia hemipterocarpa Jordaan
- Gymnosporia heterophylla (Eckl. & Zeyh.) Loes.
- Gymnosporia heyneana (Roth) M.A.Lawson
- Gymnosporia integrifolia (L.f.) Glover
- Gymnosporia intermedia Chiov.
- Gymnosporia jinyangensis (C.Y.Chang) Q.R.Liu & Funston
- Gymnosporia keniensis (Loes.) Jordaan
- Gymnosporia leptopus (Tul.) Baker
- Gymnosporia linearis (L.f.) Loes.
- Gymnosporia littoralis (Backer) Jordaan
- Gymnosporia livingstonei Jordaan
- Gymnosporia macrocarpa Jordaan
- Gymnosporia maranguensis (Loes.) Loes.
- Gymnosporia marcanii Craib
- Gymnosporia markwardii Jordaan
- Gymnosporia masindei (Gereau) Jordaan
- Gymnosporia matoboensis Jordaan
- Gymnosporia montana (Roth) Benth.
- Gymnosporia mossambicensis (Klotzsch) Loes.
- Gymnosporia neglecta M.A.Lawson
- Gymnosporia nemorosa (Eckl. & Zeyh.) Szyszyl.
- Gymnosporia nguruensis (N.Robson & Sebsebe) Jordaan
- Gymnosporia nitida Merr.
- Gymnosporia obbiadensis Chiov.
- Gymnosporia obscura (A.Rich.) Loes.
- Gymnosporia orbiculata (C.Y.Wu ex S.J.Pei & Y.H.Li) Q.R.Liu &
- Gymnosporia ovata (Wall. ex Wight & Arn.) M.A.Lawson
- Gymnosporia oxycarpa (N.Robson) Jordaan
- Gymnosporia pallida Collett & Hemsl.
- Gymnosporia parviflora (Vahl) Chiov.
- Gymnosporia pertinax (N.Hallé & J.Florence) M.P.Simmons
- Gymnosporia polyacanthus Szyszyl.
- Gymnosporia puberula M.A.Lawson
- Gymnosporia pubescens (N.Robson) Jordaan
- Gymnosporia punctata (Sebsebe) Jordaan
- Gymnosporia putterlickioides Loes.
- Gymnosporia pyria (Willemet) Jordaan
- Gymnosporia richardsiae (N.Robson & Sebsebe) Jordaan
- Gymnosporia rothiana (Walp.) M.A.Lawson
- Gymnosporia royleana Wall. ex M.A.Lawson
- Gymnosporia rubra (Harv.) Loes.
- Gymnosporia rufa (Wall.) Hook.f.
- Gymnosporia salicifolia M.A.Lawson
- Gymnosporia schliebenii Jordaan
- Gymnosporia senegalensis (Lam.) Loes.
- Gymnosporia serrata (Hochst. ex A.Rich.) Loes.
- Gymnosporia sikkimensis Prain
- Gymnosporia somalensis Loes.
- Gymnosporia spinosa (Blanco) Merr. & Rolfe
- Gymnosporia stylosa Pierre
- Gymnosporia swazica Jordaan
- Gymnosporia tenuispina (Sond.) Szyszyl.
- Gymnosporia thompsonii Merr.
- Gymnosporia thomsonii Kurz
- Gymnosporia thyrsiflora (S.J.Pei & Y.H.Li) W.B.Yu & D.Z.Li
- Gymnosporia tiaoloshanensis Chun & F.C.How
- Gymnosporia trilocularis Hayata
- Gymnosporia uniflora Davison
- Gymnosporia vanwykii (R.H.Archer) Jordaan
- Gymnosporia variabilis (Hemsl.) Loes.
- Gymnosporia wallichiana (Spreng.) M.A.Lawson
- Gymnosporia woodii Szyszyl.